# Ортоцерасы
Ортоцерасы, или ортоцераты (лат. Orthoceras, от др.-греч. όρθος — прямой и κέρας — рог), — род вымерших головоногих моллюсков. Могут встречаться также под названиями Orthoceratites, Orthocera, Orthocerus или Orthoceros.

## Описание
Ортоцерасов относят к отряду Orthoceratida. Они имели длинные раковины и были гораздо меньше своих родственников ортоконов (длина обычного ортоцераса около 2 метров). Ортоцерасы обитали в ордовикский период и вымерли в конце триасового периода.
Подобно наутилусам и аммонитам ортоцераты обладали большой, хорошо развитой раковиной, но в отличие от них, у ортоцерат раковина была не спиралеобразной, а конусообразной. Рядом вогнутых или искривлённых перегородок раковина разделялась на отдельные камеры, заполненные воздухом или другими газами и связанные между собой сифоном, через который проходил тяж; посредством тяжа животное прикреплялось к раковине. Последняя камера была самой обширной, там находился сам моллюск. При опасности ортоцерат мог прятать в ней голову и щупальца.
На голове ортоцерата имелись большие глаза и множество щупалец. Как и у современных наутилусов, у ортоцерат на щупальцах отсутствовали присоски. Щупальцами они захватывали свою добычу (различных некрупных животных) и подтягивали её ко рту, где располагался крепкий клюв.
Массивная прямая раковина, по-видимому, создавала ортоцератам определённые трудности при плавании и особенно при маневрировании. В силу этого они в основном обитали вблизи морского дна, медленно перемещаясь в поисках добычи.

## Таксономия
Первоначально всех наутилоидей с прямой раковиной относили к группе ортокон. Но позже исследования их внутренних структур показали, что моллюски принадлежат к различным группам.
В «Трактате о палеонтологии беспозвоночных» имя ортоцерасы теперь используется только для обозначения видов Orthoceras regulare с верхнего ордовика в Эстонии, Литве, Швеции, а также в России, Украине и в Белоруссии.

## Распространение
Появившись в период отложения самых древних пластов палеозойской группы, ортоцерасы достигли наибольшего развития в силурийский период. Затем число видов и неделимых[чего?] быстро уменьшается, и в триасовый период они заканчивают своё существование, сменяясь в отложениях мезозойской эры родственной им группой аммонитов.
В сером нижнесилурийском известняке, выступающем в окрестностях Санкт-Петербурга, во многих пунктах Царскосельской возвышенности, ортоцераты настолько многочисленны, что известняк получил от них название ортоцератитового или вагинатового (от преобладающего вида Orthoceras vaginatum s. duplex).